# Nuugaatsiaq
Nuugaatsiaq (antiguamente Nûgâtsiaq) es un asentamiento en la municipalidad de Qaasuitsup, en el noroeste de Groenlandia. Su población en enero de 2005 era de 94 habitantes. Se localiza aproximadamente en 71°33′N 53°13′O / 71.550, -53.217.

## Transporte
Air Greenland ofrece sus servicios al pueblo como parte de un contrato con el gobierno. Se realizan principalmente vuelos de mercancías en helicóptero desde el Helipuerto de Nuugaatsiaq hacia Illorsuit y Uummannaq.